# Sarcedo
Sarcedo – miejscowość i gmina we Włoszech, w regionie Wenecja Euganejska, w prowincji Vicenza.
Według danych na rok 2004 gminę zamieszkiwało 5059 osób, 389,2 os./km².